# Alan Taylor (historien)
Pour les articles homonymes, voir Alan Taylor (homonymie) et Taylor.
Alan Shaw Taylor (né le 17 juin 1955 à Portland, dans le Maine) est un historien américain spécialiste des États-Unis. Il est l'auteur de plusieurs livres sur l'Histoire coloniale de l'Amérique du Nord, la Révolution américaine et les débuts de la République. 
Alan Taylor a remporté deux Prix Pulitzer d'histoire (1996 et 2014) et le prix Bancroft (1996), et a été finaliste pour le National Book Award, dans la catégorie non-fiction.

## Biographie
Alan Taylor est diplômé en 1977 de l'université Colby college, à Waterville, dans le Maine, et obtient son doctorat à l'Université Brandeis en 1986.
Il est professeur d'histoire à l'université de Virginie. Il enseigne auparavant à l'université de Californie à Davis et à l'université de Boston.
Alan Taylor est connu pour ses contributions à la microhistoire, notamment dans son William Cooper's Town: Power and Persuasion on the Frontier of the Early American Republic, publié en 1996. À l'aide des registres des tribunaux, des registres fonciers, des lettres et des journaux intimes, son travail reconstruit à l'environnement du juge William Cooper à partir de ses activités à Burlington, et s'intéresse à l'histoire économique, politique et sociale liée à la spéculation foncière, jusqu'à la fondation de Cooperstown, après la Guerre d'indépendance des États-Unis.Taylor s'inscrit aussi dans un courant de renouveau de l'« histoire narrative ».
Son ouvrage The Divided Ground: Indians, Settlers, and the Northern Borderland of the American Revolution, publié en 2006, explore l'histoire des frontières entre Canada et les États-Unis au lendemain de la Révolution américaine, ainsi que les tentatives iroquoises pour ne pas perdre contrôle de certaines terres. The Civil War of 1812: American Citizens, British Subjects, Irish Rebels, & Indian Allies, publié en 2010, traite également de la question des zones frontalières et des stratégies que certains groupes adoptent pour défendre leurs intérêts.
Alan Taylor rédige aussi des essais, et fait des recensions d'ouvrages pour The New Republic.

## Récompenses
- 1996 : Prix Bancroft pour William Cooper's Town: Power and Persuasion on the Frontier of the Early American Republic
- 1996 : Beveridge Award (en) pour William Cooper's Town: Power and Persuasion on the Frontier of the Early American Republic
- 1996 : Prix Pulitzer d'histoire pour William Cooper's Town: Power and Persuasion on the Frontier of the Early American Republic
- 2013 : National Book Award for Nonfiction pour The Internal Enemy: Slavery and War in Virginia, 1772-1832
- 2014 : Prix Pulitzer d'histoire pour The Internal Enemy: Slavery and War in Virginia: 1772-1832

## Publications
- Liberty Men and Great Proprietors: the Revolutionary Settlement on the Maine Frontier 1760-1820, Chapel Hill: University of North Carolina Press, 1990.  (ISBN 0807819093) (OCLC 20421513)
- William Cooper's Town: Power and Persuasion on the Frontier of the Early American Republic, New York: Alfred A. Knopf, 1995.   (ISBN 0394580540) (OCLC 32665643)
- American Colonies, New York: Viking/Penguin, 2001.  (ISBN 0670872822) (OCLC 45804613)
- Writing Early American History, Philadelphia: University of Pennsylvania Press, 2005.  (ISBN 0812238834) (OCLC 57429326)
- The Divided Ground: Indians, Settlers, and the Northern Borderland of the American Revolution, New York: Alfred A. Knopf, 2006.  (ISBN 0679454713) (OCLC 58043162)
- The Civil War of 1812: American Citizens, British Subjects, Irish Rebels, & Indian Allies, New York: Alfred A. Knopf, 2010.  (ISBN 1400042658) (OCLC 503042145)
- Colonial America: A Very Short Introduction, Oxford University Press,USA: 2012.  (ISBN 9780199766239) (OCLC 781680690)
- The Internal Enemy: Slavery and War in Virginia, 1772-1832, New York: W. W. Norton & Company, 2013.  (ISBN 9780393073713) (OCLC 840934500)
- American Revolutions: A Continental History, 1750-1804, W. W. Norton & Company, 2016.  (ISBN 0393082814)